# Aeolis
Aeolis  è una caratteristica di albedo della superficie di Marte.